# Villandry
Villandry település Franciaországban, Indre-et-Loire megyében. Lakosainak száma 1138 fő (2022. január 1.). Villandry Berthenay, La Chapelle-aux-Naux, Cinq-Mars-la-Pile, Druye, Savonnières és Vallères községekkel határos.

## Népesség
A település népessége az elmúlt években az alábbi módon változott:
| Lakosok száma | 610  | 742  | 776  | 1111 | 1081 | 1099 | 1114 | 1133 | 1136 | 1138 |
|               | 1968 | 1982 | 1990 | 2006 | 2013 | 2015 | 2017 | 2019 | 2020 | 2022 |